# AKB0時59分！
《AKB0時59分！》（日語：AKB0じ59ふん!）是在日本电视台（关东地区）播出的综艺节目。自2008年4月7日起、9月29日止播出。高清制作。

## 概要
- AKB48的无线电视常态冠名节目，伴随着『AKB1時59分!』改变播出日和播出时间而诞生。成员们持续挑战各种考验，并在节目后段披露乐曲。
- 节目名称虽然改为了「0時59分」，但由于包括黄金时段节目在内的前时段节目影响，多次出现播出时间延后的状况。因为通常每次要收录3、4期内容，所以在扑粉等企划有时会打上因为些成年人的理由的字样。
- 延续自『AKB1時59分!』时代的「推しピンバッジ」徽章制度，在本节目中期自然消灭了。
- 「AKBEAR」继续作为节目图标登场。
- 2008年10月1日起，时段改到周三晚24：29（周四0：29)播出，并改版为『AKBINGO!』。

## 出演者
成员所属组别参照节目结束之日（2008年9月29日）当时状况
- AKB48
- 前半后半出演者不同时，将以「前·后」来做标记（只有1小时特别节目中以「前·中·后」来做标记）。歌曲演唱部分登场成员请参照「Live登场成员」。
  - TeamA - 板野友美、大江朝美、大島麻衣、川崎希、北原里英、小嶋陽菜、駒谷仁美、佐藤亞美菜、佐藤由加理、篠田麻里子、高橋みなみ、戶島花、中西里菜、成田梨紗、藤江れいな、前田敦子、峯岸みなみ、宮崎美穗
  - TeamK - 秋元才加、梅田彩佳、大島優子、大堀惠、小野惠令奈、奥真奈美、河西智美、倉持明日香、小林香菜、佐藤夏希、成瀨理沙、野呂佳代、早野薫、增田有華、松原夏海、宮澤佐江
  - TeamB - 多田愛佳、浦野一美、柏木由紀、指原莉乃、仲川遥香、仁藤萌乃、渡邊麻友、菊地彩香（第8回で降板）
  - 研究生 - 石田晴香、高城亞樹、片野友里惠
- Bad boys
  - 佐田正树 - 为篠田麻里子推
  - 大沟清人 - 为前田敦子推
    - 在NEWS AKB、NEWS48中以「解说员 新桥行男」的名义出场

### 嘉宾
- 伊吉里岡田
  - 「ザ·イロ萌えア」等惩罚游戏时担任嘉宾 (9、10、17、18）
- ハイキングウォーキング（15、16）
- 髭男爵（19、20）
- 山里亮太 - 小嶋阳菜推 (23、25）
- YGA （23、25）
- 清水ミチコ （24）

### 过去的出演者
- 高田純次 - 号称「演艺圈头号敷衍男」

※自第9期以后未曾出演。虽然直到6月为止还会准备他的纸板，不过从7月后就不再准备纸板，出演者也不再提及他了。

## 播放日期·企划
| 集数 | 播放日期      | 值日·主持             | 内容 | 内容 | Live曲目                            |
| ---- | ------------- | --------------------- | --- | --- | ----------------------------------- |
| 1    | 2008年 4月7日 | 篠田麻里子 高橋みなみ | - 从今天开始穿上新服装! - AKB48的免费百科全书! Akepedia - 掉下去真讨厌 给我回答吧! 险之又险问答!                                                          | - 从今天开始穿上新服装! - AKB48的免费百科全书! Akepedia - 掉下去真讨厌 给我回答吧! 险之又险问答!                                                          | BINGO!                              |
| 2    | 4月14日       | 峯岸みなみ 宮澤佐江   | - AKB48的免费百科全书! Akepedia - 掉下去真讨厌 给我回答吧! 险之又险问答!                                                                                  | - AKB48的免费百科全书! Akepedia - 掉下去真讨厌 给我回答吧! 险之又险问答!                                                                                  | BINGO! （剧场提供影像）             |
| 3    | 4月21日       | -                     | - 投稿写出对成员的不满! AKB意见箱 - AKB玩真的赛马 （垂直跳·站立前屈·反复横跳）                                                                            | - 请支持我们! | 浪漫、不需要                        |
| 4    | 4月28日       | -                     | - 投稿写出对成员的不满! AKB意见箱 - AKB玩真的赛马 （垂直跳·站立前屈·反复横跳）                                                                            | - AKB新闻 6期研究生發表 | 想見你（想見你）                    |
| 5    | 5月5日        | 大島麻衣 前田敦子     | - 目标成为知名女优!靠表演来欺骗的演技大战 - 真正被通电的是谁 - 真正在摸青蛙的是谁 - 真正在摸蛇的是谁                                                      | - 目标成为知名女优!靠表演来欺骗的演技大战 - 真正被通电的是谁 - 真正在摸青蛙的是谁 - 真正在摸蛇的是谁                                                      | 心儿感冒的夜晚 （AKB48剧场公演）    |
| 6    | 5月12日       | 河西智美 小嶋阳菜     | - 目标成为知名女优!靠表演来欺骗的演技大战 - 真正被通电的是谁 - 真正在摸青蛙的是谁 - 真正在摸蛇的是谁                                                      | - 目标成为知名女优!靠表演来欺骗的演技大战 - 真正被通电的是谁 - 真正在摸青蛙的是谁 - 真正在摸蛇的是谁                                                      | 不要让梦想死去 （AKB48剧场公演）    |
| 7    | 5月19日       | 多田愛佳 柏木由紀     | - 突如其来心理测验 - 强势女决定战 - 任性恶女决定战 | - 请支持我们! - 烦恼偶像飞奔而入之寺 純寺（大島麻衣） | 50% （AKB48剧场公演）               |
| 8    | 5月26日       | 板野友美 小野惠令奈   | - 突如其来心理测验 - 强势女决定战 - 任性恶女决定战 | - 请支持我们! - 烦恼偶像飞奔而入之寺 純寺（野吕佳代） | 不要让梦想死去                      |
| 9    | 6月2日        | -                     | - AKB极限角色扮演大战 ザ·イロ萌えア | - 特报『Baby! Baby! Baby!』PV撮影影像 - 特报 决定进军名古屋 - 秋元才加出演舞台剧的宣传评论                                                                | 不要让梦想死去                      |
| 10   | 6月9日        | -                     | - AKB极限角色扮演大战 ザ·イロ萌えア | - NEWS AKB - 特报 SKE48制作发表 - 特报『Baby! Baby! Baby!』PV                                                                                             | 想見你                              |
| 11   | 6月16日       | 奥真奈美 宮崎美穗     | - 大堀恵主打开场企划 - 突如其来心理测验!! AKB头号悪女决定战!!                                                                                             | - NEWS AKB - 请支持我们! | Baby! Baby! Baby! （PV·节目原创版） |
| 12   | 6月23日       | 倉持明日香 駒谷仁美   | - 大堀恵主打开场企划 - 突如其来心理测验!! AKB头号悪女决定战!!                                                                                             | - 名古屋公演·握手会影像 | Baby! Baby! Baby!                   |
| 13   | 6月30日       | -                     | - 目标！百发百啾！啾出正牌货！ - 真正的谐星是谁 - 真正的不良是谁                                                                                          | - 目标！百发百啾！啾出正牌货！ - 真正的谐星是谁 - 真正的不良是谁                                                                                          | Baby! Baby! Baby!                   |
| 14   | 7月7日        | -                     | - 目标！百发百啾！啾出正牌货！ - 真正的谐星是谁 - 真正的不良是谁                                                                                          | - 目标！百发百啾！啾出正牌货！ - 真正的谐星是谁 - 真正的不良是谁                                                                                          | Baby! Baby! Baby!                   |
| 15   | 7月14日       | -                     | - 掉下去真讨厌·不足48 私立不足高中 - 超未来型写真撮影会                                                                                                   | - NEWS48 | Baby! Baby! Baby!                   |
| 16   | 7月21日       | -                     | - 掉下去真讨厌·不足48 私立不足高中 - 超未来型写真撮影会                                                                                                   | - NEWS48 - 速报 AKB48汐留夏Live | Baby! Baby! Baby! （摄影棚影像）    |
| 17   | 7月28日       | -                     | - AKB极限角色扮演大战 ザ·イロ萌えア - 超未来型写真撮影会                                                                                                  | - 特报 在京都造形芸術大学演出 | Baby! Baby! Baby!                   |
| 18   | 8月4日        | -                     | - AKB极限角色扮演大战 ザ·イロ萌えア - 超未来型写真撮影会                                                                                                  | - NEWS48 - 特报 SKE48最终选秀会合格者決定 | Baby! Baby! Baby!                   |
| 19   | 8月11日       | -                     | - 掉下去真讨厌·不足48 私立不足高中 | - NEWS48 - 宣传 大堀恵部落格「受粉計画（页面存档备份，存于）」 - 紧急企划 佐田正树乱入AKB48剧场（下周预告） - 紧急特报 AKB48近日将有重大发表!!            | Baby! Baby! Baby! （摄影棚影像）    |
| 20   | 8月18日       | -                     | - 掉下去真讨厌·不足48 私立不足高中 | - AKB0時59分!外传 佐田正树的反击 - 宣传 支持成员文件夹发售中 - 宣传 电影「樱之园」 - 紧急特报 AKB48成员中初次的个人出道!（下周预告）                      | Baby! Baby! Baby!                   |
| 21   | 8月25日       | -                     | - 未剪辑版059 大堀恵物語·最高龄偶像的挑战· - 决定以大堀雌蕊名义个人出道! - SKE48最新情报 - SKE48（大矢真那、松井珠理奈）摄影棚内登场 - AKB新闻 汐留夏Live | - 未剪辑版059 大堀恵物語·最高龄偶像的挑战· - 决定以大堀雌蕊名义个人出道! - SKE48最新情报 - SKE48（大矢真那、松井珠理奈）摄影棚内登场 - AKB新闻 汐留夏Live | 我的太阳（我的太陽）                |
| 22   | 9月1日        | -                     | - 目标！百发百啾！啾出正牌货！ - 找出实际存在的菜色! - 最高齢偶像 大堀雌蕊25岁 迈向个人出道之路 - AKB新闻 日比谷野音演唱会 决定10月22日将发售新单曲       | - 目标！百发百啾！啾出正牌货！ - 找出实际存在的菜色! - 最高齢偶像 大堀雌蕊25岁 迈向个人出道之路 - AKB新闻 日比谷野音演唱会 决定10月22日将发售新单曲       | 我的太阳（我的太陽）                |
| 23   | 9月8日        | 板野友美 石田晴香     | - 掉下去真讨厌·不足48 私立不足高中 - 最高齢偶像 大堀雌蕊25岁 迈向个人出道之路 - AKBニュース 『大声钻石』 名古屋公演決定 no3b『Relax!』 大島麻衣 1st写真集 | - 掉下去真讨厌·不足48 私立不足高中 - 最高齢偶像 大堀雌蕊25岁 迈向个人出道之路 - AKBニュース 『大声钻石』 名古屋公演決定 no3b『Relax!』 大島麻衣 1st写真集 | 我的太阳（我的太陽）                |
| 24   | 9月15日       | -                     | - 目标！百发百啾！啾出正牌货！ - 找出真正的变性人唷 - 最高齢偶像 大堀雌蕊25岁 迈向个人出道之路 - 大堀雌蕊『甜蜜股关节』初次在电视上披露! - NEWS48         | - 目标！百发百啾！啾出正牌货！ - 找出真正的变性人唷 - 最高齢偶像 大堀雌蕊25岁 迈向个人出道之路 - 大堀雌蕊『甜蜜股关节』初次在电视上披露! - NEWS48         | 甜蜜股关节／大堀雌蕊                |
| 25   | 9月22日       | 宮崎美穗 仁藤萌乃     | - 掉下去真讨厌·不足48 私立不足高中 - 最高齢偶像 大堀雌蕊25岁 迈向个人出道之路 - 『大声钻石』PV撮影影像                                                    | - 掉下去真讨厌·不足48 私立不足高中 - 最高齢偶像 大堀雌蕊25岁 迈向个人出道之路 - 『大声钻石』PV撮影影像                                                    | 甜蜜股关节／大堀雌蕊                |
| 26   | 9月29日       | -                     | - 改变支持成员! AKB形象大辞典 - 最高齢偶像 大堀雌蕊25岁 迈向个人出道之路 - AKB新闻 『大声钻石』 NHK音乐厅演唱会 SKE48初公演 - NEWS48                      | - 改变支持成员! AKB形象大辞典 - 最高齢偶像 大堀雌蕊25岁 迈向个人出道之路 - AKB新闻 『大声钻石』 NHK音乐厅演唱会 SKE48初公演 - NEWS48                      | 甜蜜股关节／大堀雌蕊                |

## 主要单元

### Akepedia
AKB48版的维基百科。以佐田的独断与偏见而做成，多数事项并不属实。

### 请支持我们!
每期拜访不同的艺人，请他选出节目出演成员中的1人作为支持成员的单元。
| 期数 | 嘉宾                         | 支持成员            | 访问成员          |
| ---- | ---------------------------- | ------------------- | ----------------- |
| 03   | 川﨑麻世                     | 大島優子            | 大堀恵·松原夏海   |
| 07   | 岩尾望·后藤輝基 （足球时间） | 篠田麻里子·野吕佳代 | 大島優子·小林香菜 |
| 08   | 路大柴                       | 小嶋阳菜            | 大堀恵·宮澤佐江   |
| 11   | 穆迪勝山                     | 篠田麻里子          | 板野友美·前田敦子 |

### 投稿写出对成员的不满! AKB意见箱
成员们投稿提出对其他成员不满的单元。
投稿成员以姓名缩写来介绍，但由于摄影机的特写，结果最后都会发觉是谁投的稿。

### NEWS48
以新闻节目风格，介绍与AKB48及其成员相关新闻的单元。登场人物为由篠田麻里子饰演的「篠田マリステル」与大沟清人饰演的「新橋行男」。自节目第10期以「NEWS AKB」名义开始，此后不定期进行。最后2期的内容是在S2摄影棚内，以其他成员坐在雏坛的形式录影的。

### 最高齢偶像 大堀雌蕊25岁 迈向个人出道之路
8月25日发表了大堀恵将以「大堀雌蕊」名义个人出道的消息，并于次周开始本单元，后来在「AKBINGO!」中继续进行。
| 期数 | 播出日期      | 播出内容                                |
| ---- | ------------- | --------------------------------------- |
| 0    | 2008年8月25日 | 未剪辑版059 大堀恵物語 最高龄偶像的挑战 |
| 1    | 2008年9月1日  | 作曲完成                                |
| 2    | 2008年9月8日  | 作词完成 歌名决定                       |
| 3    | 2008年9月15日 | 『甜蜜股关节』初次在电视上披露          |
| 4    | 2008年9月22日 | 体检 胃镜影像                           |
| 5    | 2008年9月29日 | 录影影像                                |

### AKB形象大辞典
未播出参加了最后一期演出的秋元才加·河西智美·佐藤夏希·多田愛佳·渡邊麻友的部分。
| 成员       | 节目开始时的形象         | 现在的形象             |
| ---------- | ------------------------ | ---------------------- |
| 前田敦子   | 正统派偶像               | 笨蛋偶像               |
| 小嶋阳菜   | 天然美少女               | 笑里藏刀               |
| 大島麻衣   | 头号笨蛋                 | 不会乘法的笨蛋         |
| 高橋みなみ | 谈话歌舞都很棒           | 谈话很冷的运动白痴     |
| 篠田麻里子 | 漂亮大姐姐               | 装傻很微妙的大姐姐     |
| 佐藤由加理 | 天然自我步调者           | 迷人角色扮演女王       |
| 峯岸みなみ | 狂妄少女                 | 不争气胆小鬼           |
| 大島優子   | 温柔优等生               | 自己最重要 讨厌失败    |
| 宮澤佐江   | 可靠的人                 | 反应少女               |
| 小野惠令奈 | 不管做什么都很可爱的妹系 | 生气时总爱较真         |
| 板野友美   | 爽快辣妹                 | 什么都能吃的味觉白痴   |
| 野吕佳代   | AKB的搞笑担当            | 忘记搞笑的爱哭鬼       |
| 大堀恵     | 装嗲偶像                 | 众口一致认可的臭老太婆 |

## 音乐

### 使用的乐曲
- 开场曲
  - 想見你
- 片尾·（预告片）
  - Virgin love（到节目播出中途止）

- 最近工作人员表都在Live乐曲中打出，实际上就把Live曲当作片尾曲了。

- 插曲
  - 甜蜜股关节（大堀惠）
- 赞助商·单元紹介
  - 我的太陽
  - 裙襬飄飄
  - Baby! Baby! Baby!
- 单元间背景音乐
  - 想見你
  - 浪漫、不需要
  - JESUS
- 「最高齢偶像 大堀雌蕊25岁 迈向个人出道之路」
  - 最终钟声响起（最终钟声鸣响）
  - 与花迸散！
- 险之又险问答!（落下时）
  - 櫻花的花瓣們2008

使用乐曲
- 滴溜溜地转

- 其它
  - 好色飞机头音頭

作詞:好色飞机头、作曲:AKB48

### Live登场成员
在节目后半段披露的摄影棚录影乐曲中登场成员一览，与选拔成员并不一样。
| 歌名              | 播出期数 | 成员 |
| ----------------- | -------- | --- |
| BINGO!            | 1-2      | 板野·川崎·小嶋·佐藤由·篠田·高橋·成田·前田敦·峯岸·秋元·大島優·大堀·小野惠·河西·小林·佐藤夏·野吕·松原·宮澤·多田·渡邊 |
| 浪漫、我不要      | 3        | 板野·大島麻·小嶋·佐藤由·篠田·高橋·戸島·峯岸·秋元·大島優·小野惠·河西·宮澤·柏木·菊地·渡邊                            |
| 想见你            | 4·10     | 板野·大島麻·小嶋·佐藤由·篠田·高橋·前田敦·峯岸·大堀·小野惠·河西·佐藤夏·野吕·増田·宮澤·浦野·多田·柏木·菊地·仲川·渡邊 |
| 不要让梦想死去    | 8-9      | 板野·大島麻·川崎·駒谷·佐藤由·戸島·前田敦·宮崎·大島優·大堀·小野惠·河西·倉持·小林·松原·宮澤                          |
| Baby! Baby! Baby! | 12 - 16  | 板野·大島麻·川崎·小嶋·篠田·高橋·中西·前田敦·秋元·梅田·大島優·大堀·小野惠·河西·宮澤·柏木·渡邊                       |
| Baby! Baby! Baby! | 17 - 20  | 板野·大島麻·小嶋·佐藤由·篠田·高橋·中西·前田敦·宮崎·峯岸·秋元·梅田·大島優·大堀·小野惠·河西·宮澤·菊地·指原·渡邊      |
| 我的太陽          | 21 - 23  | 板野·佐藤亜·佐藤由·篠田·高橋·中西·成田·峯岸·大島優·小野惠·河西·倉持·佐藤夏·成瀬·野吕·増田                          |

## 脚注
1. 1 2 3 4 5 6 7 8 9 10 11  推迟到25:29～25:59（深夜1:29～1:59）播出。
2. ↑  与AKB1時59分!1月24日·31日播出的相同。
3. ↑  以AKB48整体来算是6期，单算研究生是3期生。
4. 1 2 3  teamH 2nd「不要让梦想死去」公演的影像。
5. ↑  此后高田再未出演本节目，事实上这期也是最后的「純寺」单元。
6. 1 2 3 4  主持有负责旁白的岩见圣次主播担任。
7. ↑  4月28日放送内容的其他角度编辑版ver.
8. ↑  吉本兴业新生代谐星出演
9. ↑  延迟至25:14～25:43（深夜1:14～1:43）播出。本期中因为得知松田推蓧田，于是佐田与松田组成了SD（推蓧田同盟）。
10. ↑  延迟至25:09～25:38（深夜1:09～1:38）播出
11. ↑  新录影，成员有更换
12. ↑  延迟至25:49～26:18（深夜1:49～2:18）播出
13. ↑  延迟至25:44～26:13（深夜1:44～2:13）播出
14. ↑  影片内关于大堀参加选秀会之前的经历与实际情况有微妙的不同。
15. ↑  前后节目出演者有所变更
后半:板野·大島麻·川崎·小嶋·佐藤由·篠田·高橋·前田敦·峯岸·秋元·大島優·大堀·小野惠·河西·佐藤夏·野吕·宮澤·多田·渡邊
16. ↑  在AKBINGO!的布景下收录
17. ↑  与上期播放内容相同
18. ↑  延续第23期播放的同单元
19. ↑  因为使用了『AKB1時59分!』与『AKB0時59分!』影片集锦，所以高田純次（降板）与菊地あやか （当時已被事务所解雇）也有出演。